# Észak-bajkáli járás

Az észak-bajkáli járás Burjátföldön

Az észak-bajkáli járás (oroszul Северо-Байкальский район [Szevero-Bajkalszkij rajon], burját nyelven Хойто-Байгал аймаг) Oroszország egyik járása Burjátföldön, székhelye a Bajkál-tó legészakibb pontján található Nyizsnyeangarszk városi jellegű település, elnevezését pedig földrajzi fekvése alapján kapta, mivel a tótól északra fekvő vidékek tartoznak hozzá.
A járás területén fekszik, de nem tartozik hozzá Szeverobajkalszk városa, mely 1974-ben jött létre a Bajkál–Amur-vasútvonal építésével összefüggésben és a Burját Köztársaság közvetlen irányítása alatt áll.

## Népesség
- 2002-ben 16 446 lakosa volt, melyből 83,8% orosz, 4,5% evenk, 3,6% ukrán, 2,9% burját, 1,1% tatár, 0,7% fehérorosz.
- 2010-ben 14 035 lakosa volt, melyből 11 812 orosz, 797 evenk, 339 ukrán, 302 burját, 132 tatár, 65 fehérorosz, 51 német, 30 azeri, 26 örmény, 24 kirgiz, 22 baskír, 20 moldáv stb.